# Nils

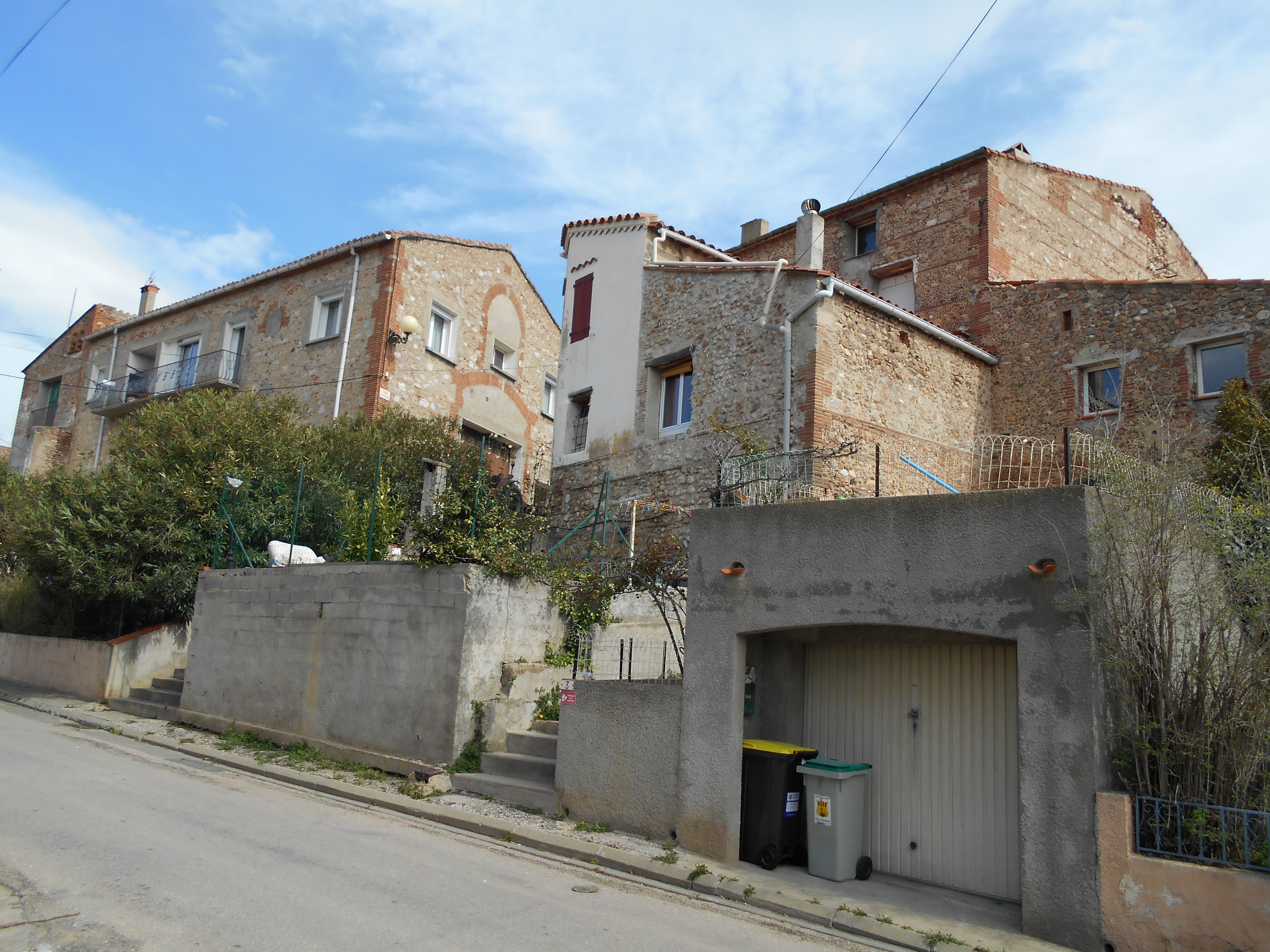
Cases de la cellera de Nyils

Nils (impròpiament Nyils, Nyls, segons l'administració francesa) és un vilatge del Rosselló que forma part del municipi de Pontellà, a la Catalunya del Nord.
És en el sector de llevant del terme comunal al qual pertany, també a l'est del cap comunal, Pontellà. És més a prop de Pollestres que de Pontellà mateix.
Té 400 habitants (2007) i és a nou quilòmetres al sud de Perpinyà. El vilatget de Nils té dues esglésies: l'una, d'origen romànic, dedicada a Martí de Tours Sant Martí de Nils, està molt deteriorada, ja que havia estat convertida en un habitacle unifamiliar, però s'hi estan fent obres de restauració. Com a església principal del lloc, la va substituir al segle xvii una altra església consagrada a la Mare de Déu. A l'antiga escola, camí de Cànoes, s'hi troben d'ençà del 1977 els locals de la primera Bressola de la Catalunya Nord.

## Etimologia i polèmica sobre el nom
Segons Joan Coromines, l'origen del topònim Nyils, que ell avala davant de Nils, forma que qualifica d'afrancesada, prové del llatí asiniles (corrals o llocs dedicats a la cria d'ases).
Nils és la grafia preferida pel DCVB, el DECAT, Alart, Joan Peytaví Deixona i Renada Laura Portet que dona una explicació detallada sobre la polèmica a propòsit del nom del municipi: A vegades, són els mateixos habitants els qui, posats a votar, rebutgen la forma ortodoxa. Així va passar al poblet de NILS, un caseriu del municipi de Pontellà. Quan s'hi va instal·lar una «Bressola», el director de l'escola va opinar que Nyils, amb la -N- palatal inicial sonava més com a «català». I va fer canviar en aquest sentit la grafia als cartells de senyalització! Sense cap raó històrica ni filològica, ja que tenim el topònim ben documentat, amb atestacions carolíngies ben clares i evidents, per a establir: ăsinŭ com a origen : - et Asinilos (Alart, 982), - in Asinilos (M H., 982)- de Anils (Alart, 1185). Hi va haver una reunió del Consell municipal a l'Ajuntament del poble amb concertació col·lectiva de tots els habitants que, preguntats i sentint-se potser ofesos que la N- inicial simple representés els ases (petits) o rucs (que segurament s'hi criaven a l'Edat Mitjana), s'estimaren més escollir la forma amb N palatal, ja que el mot així format podia correspondre, segons el seu parer errat, a: anyells! Cosa impossible, filològicament, ja que sempre manca, a tota la documentació, la -nn- geminada qui, ella, prové de «l'annŭcŭlu» del baix llatí. Matant els ases per a posar-hi anyells, l'honor del poble quedava incòlume. Però, en nom de la ciència i de la història patrimonial (i per culpa d'una simple fantasia), es pot admetre un tal engany, que és una transgressió de la veritat ? I tan més quan va en contra dels quatre grans especialistes en assumptes de toponímia catalana: Alcover, Moll, Joan Coromines i Alart que sempre han estat d'acord per a escriure NILS amb la simple dental oclusiva inicial!. Joan Peytaví Deixona també prefereix en l'àmbit general la grafia amb N etimològica: La palatalització d'algunes nasals, freqüent en molts àmbits del català septentrional. Només se'n pot acceptar l'ús complementari en registres col·loquials. Els seus orígens són diversos (arcaismes, occitanismes, etc.): sovint [su'βiɲ], granota [grə'ɲotə], Nils ['ɲils].
Joan Pere Le Bihan és el director de l'escola «Bressola» de Nyils a què fa referència Renada Laura Portet. Le Bihan era en aquell moment president de la Bressola i nega que ell digués mai que [Nyils], amb la -N- palatal inicial, sona més com a «català». Le Bihan, que ho havia parlat amb el batlle d'aleshores, argumenta que si defensa la grafia Nyils és perquè la pronúncia local i de l'entorn del vilatge, de forma unànime, és [ɲils] escrit Nyils (cosa que Renada Laura Portet desmenteix), i perquè una n inicial es pot palatalitzar de la mateixa manera que ho fa la l, també inicial, de topònims com Lleida, entre moltíssims altres exemples.
La grafia Nyils també la trobem en molts textos i, a banda de Joan Pere Le Bihan, també és avalada per Joan Coromines i altres autorscom el geògraf nord-català Joan Becat.

## Història

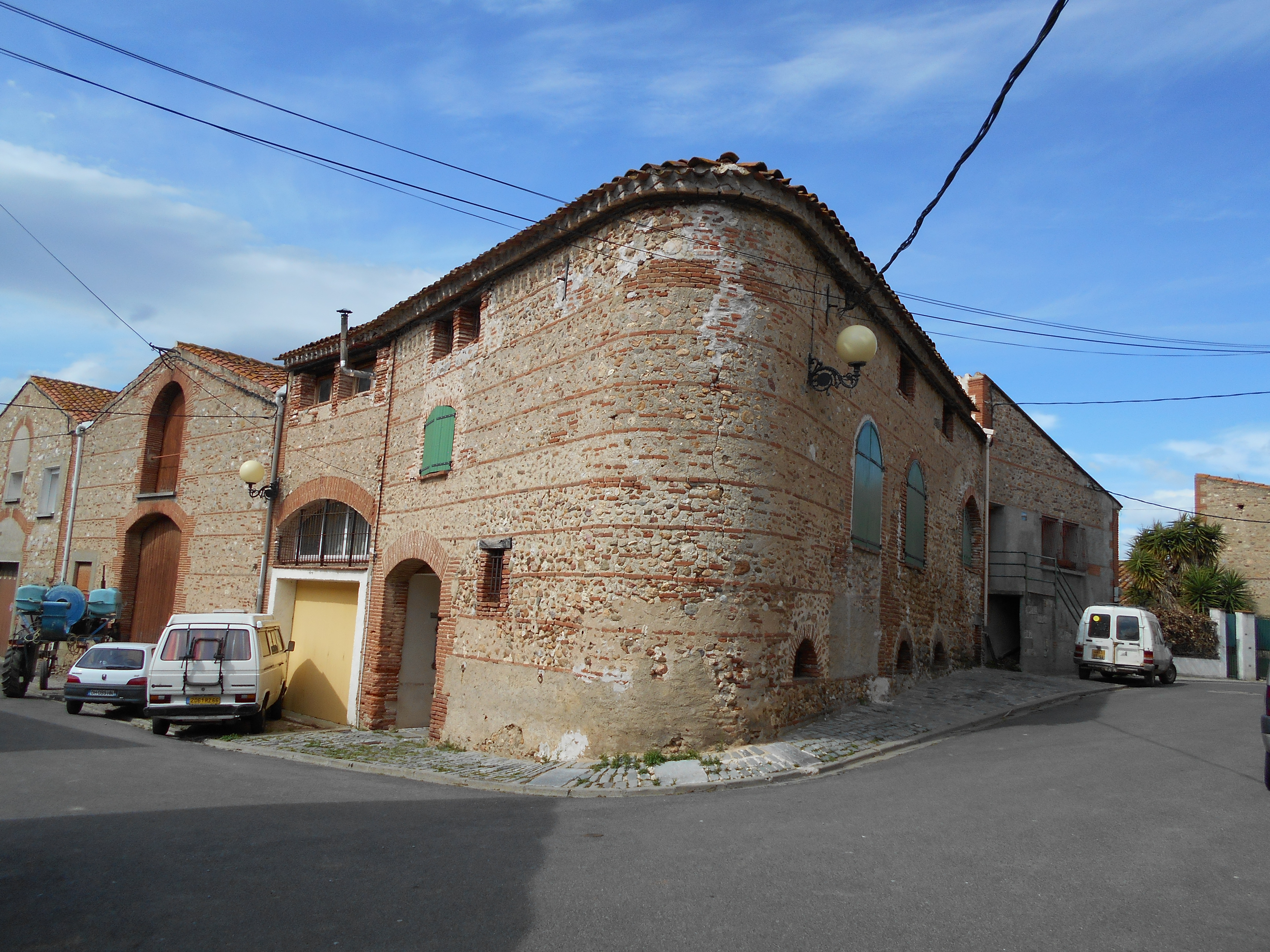
Casa al bell mig de la cellera de Nyils

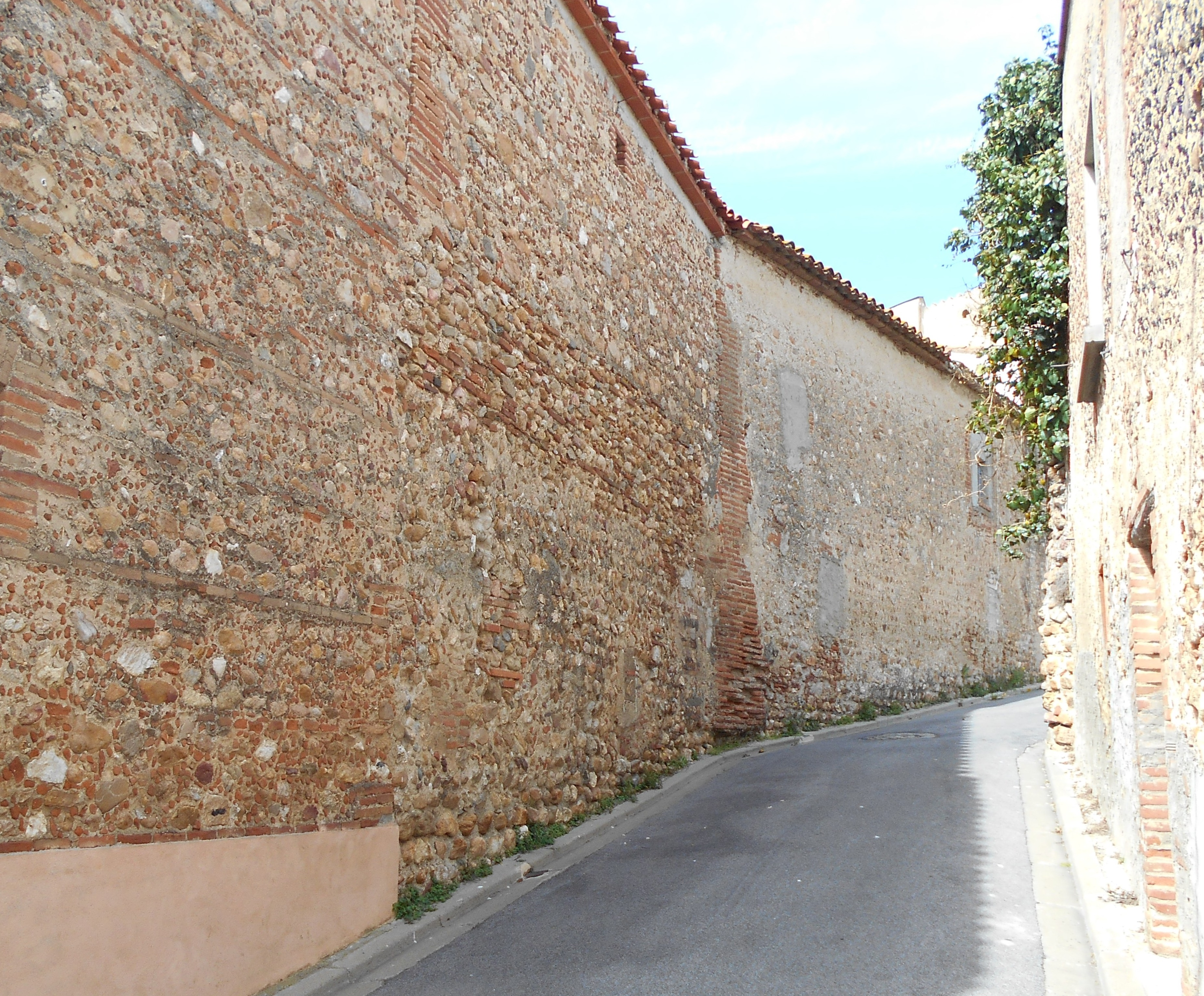
Fragment de muralla

Documentat el 930, quan el prevere Ànsila donà a l'església d'Elna un alou a Asinilos. El seu territori fou donat als templers de la comanda del Mas Déu entre el 1133 i el 1183, i era reconeguda el 1271 en una sentència arbitral. Dels templers passà als hospitalers, quan aquell orde militar fou dissolt, i es mantingué fins a la Revolució Francesa en mans dels hospitalers.
El poble de Nils es formà a partir de la cellera nascuda a l'entorn de l'església parroquial de Sant Martí, que el segle xvii ja estava en mal estat, i fou substituïda per una nova església parroquial, dedicada a Santa Maria. La cellera va posseir muralles pròpies, una part del qual es deixa veure al carrer del Cementiri i al capdamunt de les cases paral·leles a la Canta-rana.

## El poble a la literatura
L'escriptor Joan-Daniel Bezsonoff fa una ampla descripció del que considera el seu poble:
| «                                           | Durant molts anys, Nils ha estat el poble més petit de la plana rossellonesa. Alguns habitants dels vilatges veïns -que vivien en metròpolis de cinc-cents habitants com Cànoes, Pontellà, Pollestres o Vilanova de Raó- l'havien sobrenomenat «la capital». (...) Els vells sempre m'han explicat que Hanníbal i els seus elefants havien travessat l'indret. Malgrat el parer de l'oncle Claudi i dels enginyers de camins, me sembla que la vista més bonica per descobrir Nils és la del nord. Passat la pujada de Cànoes i el serrat de Caraig apareix tota la plana rossellonesa. A llevant, la mar remingoleja, d'un blau quasi químic com els llums de les discoteques. Al sud, l'Albera, verda o blava segons la temporada. A ponent, al peu del Canigó, les dues torres de Pontellà juguen a les guerres de religió. El campanar de Sant Esteve rivalitza amb la torre republicana de l'antiga casa de la vila. (...) A Nils tenim més avingudes que carrers. L'avinguda de Pollestres, la de Bages i el carrer de la Canta-rana ressegueixen les antigues muralles. La pedra del país és el cairó. Nils s'esglaona en un espadat que domina la Canta-rana, un rierol ridícul ple de joncs i de fang. Put tot l'any. Els cans i els rats bufots s'hi voluden. A la nit, els grapaus i els galàpets s'esvaloten mentre els conills sallen dels caus. De tant en tant, el rierol recorda que és un riu i s'emporta el cotxe d'un parisenc imprudent. (...) La glòria del poble és l'església templera. Tots els medievalistes de Catalunya hi acudeixen. Afirmen que Nils posseïa un campanar digne de Cuixà. Els anys, les guerres i la imbecil·litat dels homes l'han derrocat. La nova església del segle xvii, però, mai no ha interessat ningú amb les estàtues modernes de guix de Joana d'Arc i de sant Josep. | » |
| — Joan-Daniel Bezsonoff, Un país de butxaca | |   |

## Persones il·lustres
- Joan-Daniel Bezsonoff (1963), novel·lista
- Pierre Bosc (1943), novel·lista